# Pjotr Samojlenko
Pjotr Michajlovitsj Samojlenko (Russisch: Пётр Михайлович Самойленко) (Utsjkoedoek, Navoiy, 7 februari 1977), is een voormalig professionele basketbalspeler en coach van Oezbeeks afkomst die speelde voor het nationale team van Rusland. Hij werd Meester in de sport van internationale klasse van Rusland.

## Carrière
Samojlenko begon zijn profcarrière bij Sjachtar Donetsk in 1992. In 1995 stapte hij over naar Spartak Loehansk. Na één seizoen ging hij naar BK Samara. In 1998 verhuisd hij naar Lokomotiv Kazan. In 2000 stapt hij over naar UNICS Kazan. Met UNICS won hij de NEBL in 2003. In 2004 wint hij met UNICS de FIBA Europe Champions Cup. In 2007 stapt hij over naar Dinamo Moskou. In 2008 keert hij terug bij UNICS Kazan. Met UNICS wordt hij Bekerwinnaar van Rusland in 2009. Ook wint hij met UNICS de EuroCup in 2011. In 2014 verhuisd hij naar Spartak Primorje Vladivostok. In 2015 ging hij spelen voor Sachalin Joezjno-Sachalinsk. In 2016 stopte hij met basketbal.
Samojlenko wint met Rusland op het Europees kampioenschap goud in 2007.
In 2019 werd Samojlenko hoofdcoach van het dames team Kazanotsjka Kazan. In 2020 stapte hij over als hoofdcoach naar KFU.

## Erelijst
- Landskampioen Rusland:
  - Tweede: 2001, 2002, 2004, 2007
  - Derde: 1997, 1998, 2000, 2003, 2005, 2008, 2009, 2010, 2011
- Bekerwinnaar Rusland: 2
  - Winnaar: 2003, 2009
- FIBA Europe Champions Cup: 1
  - Winnaar: 2004
- EuroCup: 1
  - Winnaar: 2011
- NEBL: 1
  - Winnaar: 2003
- Europees Kampioenschap: 1
  - Goud: 2007